# Futureproof
Futureproof is de derde ep van de Amerikaanse indierockband The Rare Occasions. De ep werd op 5 augustus 2016 in eigen beheer uitgebracht. De ep werd gemasterd door Maria Rice bij Peerless Mastering en geproduceerd en gemixt door Steve Sacco, die samen met Mitchell Haeuszer ook de opname verzorgde. Deze ep is ook voor het laatst gitarist Peter Stone te horen, die in 2017 de band verliet. Hoewel de ep geen singles bevatte, werd vanwege de stijgende populariteit het nummer "Notion" in 2021 alsnog als single uitgebracht.

## Tracklist
| Nr.          | Titel         | Duur  |
| ------------ | ------------- | ----- |
| 1.           | "Futureproof" | 3:05  |
| 2.           | "Loans"       | 3:20  |
| 3.           | "Notion"      | 3:15  |
| 4.           | "Bug Eyes"    | 2:08  |
| Totale duur: | Totale duur:  | 11:48 |